# Annica Anderbrant
Annica Inger Elisabet Anderbrant, född 24 maj 1956 i Kågedalen, är en svensk präst och före detta musiklärare.
Annica Anderbrant prästvigdes 1990 för Västerås stift. Hon har verkat där som församlingspräst, biskopsadjunkt och kontraktsprost. Anderbrant flyttade 2002 till Falun och blev kyrkoherde i Stora Kopparbergs församling. När sex församlingar i Falun lades samman till ett pastorat blev Anderbrant kyrkoherde i det nya pastoratet, en tjänst som hon tillträdde 2007. 2009 beslutades att hon skulle bli domprost i Uppsala.